# 原田裕花
原田 裕花（はらだ ゆか、1968年6月5日 - ）は、山口県周南市（旧・新南陽市）出身の元バスケットボール選手、スポーツコメンテーター、バスケットボール女子日本リーグ会長である。ポジションはガード。

## 来歴
藤蔭高校で主将として活躍。全日本ジュニアにも選ばれる。
1987年、共同石油（現ENEOSサンフラワーズ）入社。1シーズン目より2冠に貢献し新人王を獲得。入社とともに全日本チーム加入。
1988年に靭帯断裂で戦線離脱を余儀なくされるも、翌シーズン復帰しカムバック賞を受賞。
ジャパンエナジー黄金時代の中心選手として活躍し、ベスト5やなど個人タイトルも多数獲得。
全日本でも1994年の世界選手権に出場。同年の広島アジア大会では主将を務め準優勝に貢献。
1996年にはアトランタオリンピックに出場。7位入賞に貢献。
大会後現役引退。
現在は解説者・講演・執筆・普及活動などを行い、同時にミズノのバスケットボールアドバイザリースタッフに就任。
ジャパンエナジーの同期である参河紀久子は親友であり、共同でコミュニティサイトを運営している。
2007年よりbjtvで映像コラムを連載。
2009年、「周南ふるさと大志」に任命される。
2011年11月11日、THE NEUTRALのドラマー（2016年脱退）・ビートダイスケ（三木だいすけ）と結婚。
2023年6月、バスケットボール女子日本リーグ会長に就任。

## 所属チーム
- 藤蔭高校 - 共同石油・ジャパンエナジー（1987〜1996）

## 出演番組
- SpoMaga（BS日テレ）